# Cryphaea orizabae
Cryphaea orizabae är en bladmossart som beskrevs av W. P. Schimper in Bescherelle 1872. Cryphaea orizabae ingår i släktet Cryphaea och familjen Cryphaeaceae. Inga underarter finns listade i Catalogue of Life.